# Adrián Hernández
Adrián Hernández est un boxeur mexicain né le 10 janvier 1986 à Toluca.

## Carrière
Champion d'Amérique du Nord NABF des poids mi-mouches en 2008 et 2010, il devient champion du monde WBC de la catégorie le 30 avril 2011 aux dépens de son compatriote Gilberto Keb Baas et conserve son titre par KO au 2e round le 24 septembre 2011 contre le sud-africain Gideon Buthelezi.
Hernández est battu le 23 décembre suivant par KO au 10e round face à Kompayak Porpramook mais il prend sa revanche le 6 octobre 2012 également par KO à la 6e reprise. Il bat ensuite aux points Dirceu Cabarca le 12 janvier 2013 puis Yader Cardoza le 11 mai 2013 ; Atsushi Kakutani au 4e round le 31 août 2013 et Janiel Rivera au 3e round le 8 février 2014.
Il perd une nouvelle fois son titre le 6 avril suivant en étant arrêté par Naoya Inoue dans la 6e reprise. Hernández met un terme à sa carrière de boxeur en 2015 après deux défaites contre Saul Juarez.